# Jedna si jedina
«Jedna si jedina» (рус. «Одна и единственная») — гимн Республики Босния и Герцеговина в 1992—1997 годах, а также Боснии и Герцеговины в 1995—1998 годах.
Текст был написан Эдином Дервишхалидовичем (Дино Мерлином) на мелодию старой боснийской народной песни «На другой стороне Пливы» (босн. «S one strane Plive»).
Гимн был утверждён в ноябре 1992 года. По причине того, что текст не содержал никаких упоминаний о сербской и хорватской нациях, 10 февраля 1998 года он был заменён новым гимном — «Intermeco».

## Слова

### Боснийский язык/Гаевица
Zemljo tisućljetna,

na vjernost ti se kunem.

Od mora do Save,

od Drine do Une!
Jedna si, jedina,

moja domovina.

Jedna si, jedina,

Bosna i Hercegovina!1
Bog nek' te sačuva,

za pokoljenja nova.

Zemljo mojih snova,

mojih pradjedova!
Jedna si, jedina,

moja domovina.

Jedna si, jedina,

Bosna i Hercegovina!1
Teško onoj ruci,

koja ti zaprijeti.

Sinovi i kćeri,

za te će umrijeti!
Jedna si, jedina,

moja domovina.

Jedna si, jedina,

Bosna i Hercegovina!1
| Земљо тисућљетна, на верност ти се кунем. Од мора до Саве, од Дрине до Уне! Једна си, једина, моја домовина. Једна си, једина, Босна и Херцеговина!1 Бог нек' те сачува за покољења нова. Земљо мојих снова мојих прадједова! Једна си, једина, моја домовина. Једна си, једина, Босна и Херцеговина!1 Тешко оној руци, која ти заријети. Синови и кћери, за те ће умријети! Једна си, једина, моја домовина. Једна си, једина, Босна и Херцеговина!1 | Земля тысячелетняя, На верность тебе присягаем. От моря до Савы, От Дрины до Уны! Одна и единственная, Мой родной дом. Одна и единственная, Босния и Герцеговина!1 Бог сохранит тебя, Для нового поколения. Земля моих снов, Моих прадедов! Одна и единственная, Мой родной дом. Одна и единственная, Босния и Герцеговина!1 Тяжело с этой стороны, который угрожает вам. Сыновья и дочери, они умрут за тебя! Одна и единственная, Мой родной дом. Одна и единственная, Босния и Герцеговина!1 |

Preko tamnih gora,

od Save do mora.

Na vjernost ti se kunem,

od Drine do Une!
Jedna si, jedina,

naša domovina.

Jedna si, jedina,

Bosna i Hercegovina!1
Teško onoj ruci,

koja ti zaprijeti.

Sinovi i kćeri,

za te će umrijeti!
Jedna si, jedina,

naša domovina.

Jedna si, jedina,

Bosna i Hercegovina!1
Bog nek' te sačuva,

za pokoljenja nova.

Zemljo krvi naše,

naših pradjedova!
Jedna si, jedina,

naša domovina.

Jedna si, jedina,

Bosna i Hercegovina!1
| Преко тамних гора, од Саве до мора. На вјерност ти се кунем, од Дрине до Уне! Једна си, једина, наша домовина. Једна си, једина, Босна и Херцеговина!1 Тешко оној руци, која ти заријети. Синови и кћери, за те ће умријети! Једна си, једина, наша домовина. Једна си, једина, Босна и Херцеговина!1 Бог нек' те сачува за покољења нова. Земљо крви наше, наших прадједова! Једна си, једина, наша домовина. Једна си, једина, Босна и Херцеговина!1 | Над тёмными горами, от Савы до моря. На верность тебе присягаем, от Дрины до Уны! Одна и единственная, Наших родной дом. Одна и единственная, Босния и Герцеговина!1 Тяжело с этой стороны, который угрожает вам. Сыновья и дочери, они умрут за тебя! Одна и единственная, Наших родной дом. Одна и единственная, Босния и Герцеговина!1 Бог сохранит тебя, Для нового поколения. Земля нашей кровь, Нашей прадедов! Одна и единственная, Наших родной дом. Одна и единственная, Босния и Герцеговина!1 |